# Amphoe Suan Phueng
Amphoe Suan Phueng (Thai: อำเภอสวนผึ้ง) ist ein Landkreis (Amphoe – Verwaltungs-Distrikt) in der Provinz Ratchaburi. Die Provinz Ratchaburi liegt in der Zentralregion von Thailand. 

## Etymologie
Der Name Suan Phueng (wörtl. Bienen-Garten) stammt von einem Vorkommen von Phueng-Bäumen (Liang Phueng, Thai: เลียงผึ้ง, Ficus albipila), die in diesem Gebiet an vielen Stellen wachsen. In diesen Bäumen bauen die Bienen gerne ihre Nester.

## Geographie

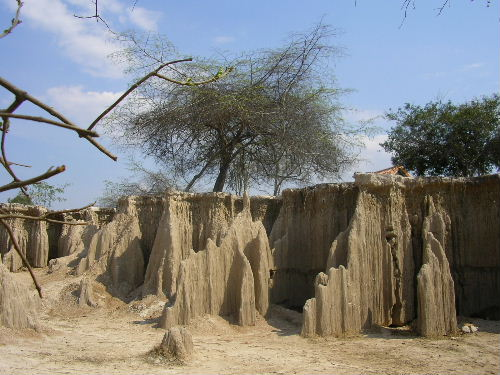
„Canyon“ von Pong Yup

Benachbarte Bezirke (von Norden im Uhrzeigersinn): Amphoe Mueang Kanchanaburi und Dan Makham Tia der Provinz Kanchanaburi, Amphoe Chom Bueng und Ban Kha der Provinz Ratchaburi. Im Westen liegt die Tanintharyi-Division von Myanmar.
Die wichtigste Wasser-Ressource ist der Mae Nam Phachi (Phachi-Fluss).
In Pong Yup (Tambon Tha Khoei) gibt es ein Gelände mit zerklüfteten, kraterartigen Bodenformationen, die an einen kleinen Canyon erinnern.

## Geschichte
Suan Phueng war ein ländliches Gebiet im Landkreis (Amphoe) Chom Bueng. In den Jahren 1968–1971 sandte die Regierung eine Gruppe Soldaten hierher, um die Entwicklung voranzutreiben. Später, am 15. November 1974, wurde hier ein „Zweigkreis“ (King Amphoe) eingerichtet, der aus den drei Tambon Suan Phueng, Pa Wai und Ban Bueng bestand.
Am 1. April 1983 erfolgte dann die Aufwertung zu einem vollberechtigten Amphoe.

## Wirtschaft
Im Jahr 1901 wurde von der siamesischen Regierung die erste Schürf-Erlaubnis für den Zinn-Abbau  in Suan Phueng erteilt. Während des Ersten Weltkriegs wurden aufgrund der weltweiten Depression die meisten Minen geschlossen. In den 1950er Jahren wurde der Abbau wieder aufgenommen, bis 1991 die letzte Schürf-Konzession wieder eingezogen wurde.

## Sehenswürdigkeiten
Im Nordwesten des Landkreises in der Nähe der Grenze zu Myanmar befindet sich ein langgezogenes Tal, hierin befinden sich einige Sehenswürdigkeiten:
- Der Bo Khlueng Hot Stream (Thai: ธารน้ำร้อนบ่อคลึง) befindet sich etwa 15 km von der Kreisstadt entfernt. Ein schmaler Wasserlauf von heißem, mineralhaltigem Wasser entspringt in den Tanaosri-Bergen (เทือกเขาตะนาวศรี). Er hat ganzjährig eine Temperatur von etwa 50–68 °C.
- Kao-Chan-Wasserfall (Thai: น้ำตกเก้าชั้น) – nicht weit vom Bo Khlung befindet sich der Neun-Stufen-Wasserfall.

## Verwaltung

### Provinzverwaltung
Der Landkreis Suan Phueng ist in vier Tambon („Unterbezirke“ oder „Gemeinden“) eingeteilt, die sich weiter in 37 Muban („Dörfer“) unterteilen.
| Nr. | Name        | Thai    | Muban | Einw.  |
| --- | ----------- | ------- | ----- | ------ |
| 01. | Suan Phueng | สวนผึ้ง   | 08    | 14.567 |
| 02. | Pa Wai      | ป่าหวาย  | 09    | 06.719 |
| 04. | Tha Khoei   | ท่าเคย   | 13    | 09.212 |
| 07. | Tanao Si    | ตะนาวศรี | 07    | 09.799 |

Hinweis: Die fehlenden Nummern (Geocodes) beziehen sich auf die Tambon, aus denen Amphoe Ban Kha besteht.

### Lokalverwaltung
Es gibt zwei Kommunen mit „Kleinstadt“-Status (Thesaban Tambon) im Landkreis:
- Ban Chat Pa Wai (Thai: เทศบาลตำบลบ้านชัฏป่าหวาย) bestehend aus den Teilen der Tambon Pa Wai, Tha Khoei.
- Suan Phueng (Thai: เทศบาลตำบลสวนผึ้ง) bestehend aus Teilen des Tambon Suan Phueng.

Außerdem gibt es vier „Tambon-Verwaltungsorganisationen“ (องค์การบริหารส่วนตำบล – Tambon Administrative Organizations, TAO)
- Suan Phueng (Thai: องค์การบริหารส่วนตำบลสวนผึ้ง) bestehend aus Teilen des Tambon Suan Phueng.
- Pa Wai (Thai: องค์การบริหารส่วนตำบลป่าหวาย) bestehend aus Teilen des Tambon Pa Wai.
- Tha Khoei (Thai: องค์การบริหารส่วนตำบลท่าเคย) bestehend aus Teilen des Tambon Tha Khoei.
- Tanao Si (Thai: องค์การบริหารส่วนตำบลตะนาวศรี) bestehend aus dem kompletten Tambon Tanao Si.